# Masquerade Hotel
Pour plus de détails, voir Fiche technique et Distribution.
Masquerade Hotel (マスカレード・ホテル, Masukaredo Hoteru, litt. « Hôtel Mascarade ») est un film policier japonais réalisé par Masayuki Suzuki et sorti en 2019. C'est l'adaptation du roman éponyme de Keigo Higashino publié le 9 septembre 2011.

## Synopsis
Trois meurtres ont lieu à Tokyo. À chaque fois, des numéros sont laissés sur les scènes de crime, donnant peut-être un indice sur le lieu du prochain meurtre. L'inspecteur Kosuke Nitta (Takuya Kimura) est chargé de l'enquête sur le tueur en série. Il pense que le prochain meurtre aura lieu à l'hôtel Koruteshia de Tokyo. Pour attraper le tueur, il se crée une couverture et commence à travailler comme réceptionniste de l'établissement.
Naomi Yamagishi (Masami Nagasawa) travaille à la réception de l'hôtel. Elle est désignée pour former Kosuke Nitta à son poste de réceptionniste, mais les deux ne s'entendent pas. L'inspecteur est concentré sur la capture du tueur, mais Naomi Yamagishi accorde quant à elle la priorité à la sécurité des clients. Au fur et à mesure qu’ils commencent à se connaître, ils commencent également à établir une relation de confiance.

## Fiche technique
- Titre original : マスカレード・ホテル (Masukaredo Hoteru?)
- Titre français : Masquerade Hotel[1]
- Réalisation : Masayuki Suzuki
- Scénario : Michitaka Okada, d'après un roman de Keigo Higashino
- Photographie : Shōji Ehara
- Montage : Takuya Taguchi
- Musique : Naoki Satō
- Production : Juichi Uehara et Kazutoshi Wadakura
- Société de production : Cine Bazar et Fuji Television
- Pays d'origine :  Japon
- Langue originale : japonais
- Genre : film policier ; suspense
- Format : couleurs
- Durée : 132 minutes
- Dates de sortie :
  - Japon : 18 janvier 2019[2]
  - France : 30 novembre 2019 (festival du cinéma japonais contemporain Kinotayo[1])

## Distribution
- Takuya Kimura : Kosuke Nitta
- Masami Nagasawa : Naomi Yamagishi
- Fumiyo Kohinata : un policier
- Zen Kajihara (en) : un policier
- Yūki Izumisawa : un policier
- Eisuke Sasai : un policier
- Atsurō Watabe (en) : un policier

## Accueil
Masquerade Hotel est premier du box-office japonais de 2019 lors de son premier week-end d'exploitation.

## Distinctions
Sauf indication contraire, les informations mentionnées dans cette section peuvent être confirmées par la base de données cinématographiques IMDb,  présente dans la section « Liens externes ».

### Récompenses
- Prix de la meilleure bande originale au festival du cinéma japonais contemporain Kinotayo 2019[4]
- Hōchi Film Award 2019 de la meilleure actrice pour Masami Nagasawa[5]

### Sélections
- En compétition pour le Soleil d'or au festival du cinéma japonais contemporain Kinotayo 2019[6]
- Hōchi Film Awards 2019 du meilleur film pour Masayuki Suzuki et du meilleur acteur pour Takuya Kimura
- IFMCA Award 2019 de la meilleure musique pour un film d'action/d'aventure/thriller[7]